# インディラ・ガンディー陸上競技場
インディラ・ガンディー陸上競技場 (アッサム語: ইন্দিৰা গান্ধী এথলেটিক ষ্টেডিয়াম、英: Indira Gandhi Athletic Stadium、別名:サルサジャイ・スタジアム、英: Sarusajai Stadium)は、インド・アッサム州グワーハーティーにある陸上競技場。球技場としても使用される。最大収容人数は35,000人。2007年には第33回ナショナル・ゲームズ・オブ・インディアのメイン会場になった。

## スタジアム

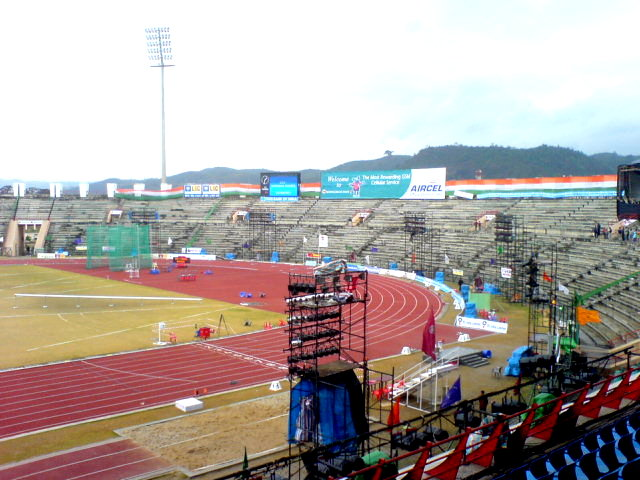
サルサジャイ・スタジアム

この競技場は一層構造である。屋根と座席は、メインスタンドのみ設置されている。残りは屋根がなく立ち見席となっている。
競技場の名前は、1984年10月31日に暗殺された第4代インド共和国首相インディラ・ガンディーに敬意を表し命名された。
2014年からインディアン・スーパーリーグに加盟したノースイースト・ユナイテッドFCの本拠地である共に、FIFA基準を満たした施設に改修予定である。

## 歴史
2011年11月13日、インド男子A代表はマレーシア男子A代表と親善試合を行った。

## 主なサッカーの試合
ローカルの試合はもちろん、全国規模および国際試合にも対応できる。
| 親善試合 2011年11月13日 | インド    | 1 - 1 | マレーシア    | インディラ・ガンディー陸上競技場（グワーハーティー） |  |
|                         | ナビ 88分 |       | サフィク 42分 | 観客数: 20,000人 主審: プラタップ・シン              |  |

| 2018 FIFAワールドカップ・アジア1次予選 2015年3月12日 | インド              | 2 - 0    | ネパール | インディラ・ガンディー陸上競技場（グワーハーティー） |  |
| 19:00 (UTC+5:30)                                     | チェトリ 53分, 71分 | レポート |          | 観客数: 11,200人 主審: アジズ・アシモフ              |  |

| AFCアジアカップ2019予選・PO 2015年6月7日 | インド                                                                                    | 6 – 1             | ラオス          | インディラ・ガンディー陸上競技場（グワーハーティー） |  |
| 19:00 (UTC+5:30)                         | ラルペフルア 43分, 74分 · パッシ 45+1分 · ジンガン 48分 · ラフィク 83分 · カードーゾ 87分 | レポート Goal.com | シハヴォン 16分 | 観客数: 2,500人 主審: ヤンセン・フー                 |  |